# Tell Me (Inna)
Tell Me è un brano musicale della cantante rumena Inna. Il medesimo è stato reso disponibile in download digitale dal 15 settembre 2014 ed estratto come quarto singolo promozionale dal quarto album della cantante, Inna.

## Il brano
Tell Me è un brano dance pop  che ha una durata di tre minuti e quarantadue scecondi. È stato scritto da Andrew Frampton, Breyan Isaac, Inna e Thomas Joseph Rozdilsky mentre la produzione è stata fatta dai Play & Win.
Il brano è stato svelato molto tardi rispetto agli altri brani, il brano "Body And The Sun" doveva essere il quarto e ultimo singolo promozionale dell'album in studio ma, Inna via Facebook e Twitter ha annunciato l'uscita di altre due canzoni contenute nell'EP per promozionarli tutti.

## Tracce
Download digitale
Testi e musiche di Andrew Frampton, Breyan Isaac, Inna e Thomas Joseph Rozdilsky; edizioni musicali Global Records.
1. Tell Me – 3:42